# Manoir de la Peyzie
Le manoir de la Peyzie est situé sur la commune de Lisle, en France.

## Localisation
Le manoir est situé sur la commune de Lisle, dans le quart nord-ouest du département de la Dordogne, en région Nouvelle-Aquitaine.

## Description
Le manoir de la Peyzie, construit selon un plan rectangulaire à cinq travées avec pavillon saillant central plein cintre, est composé d'un étage de soubassement, d'un rez-de-chaussée surélevé, d'un étage carré et d'un étage de comble protégé par un toit à longs pans à croupes. La façade nord donne sur la cour environnée à l'est d'une ancienne écurie et grange-étable, et à l'ouest d'un ancien logis de ferme.[réf. souhaitée]

## Historique
Le manoir de la Peyzie fut la demeure de la famille des la Brousse. Le cadastre napoléonien indique que la maison d'habitation n'existait pas en 1843, mais les dépendances y sont représentées.
Le manoir est propriété de Jean du Buit.
Il est mentionné dans l'Inventaire général du patrimoine culturel sur la base Mérimée du ministère de la Culture.

## Galerie

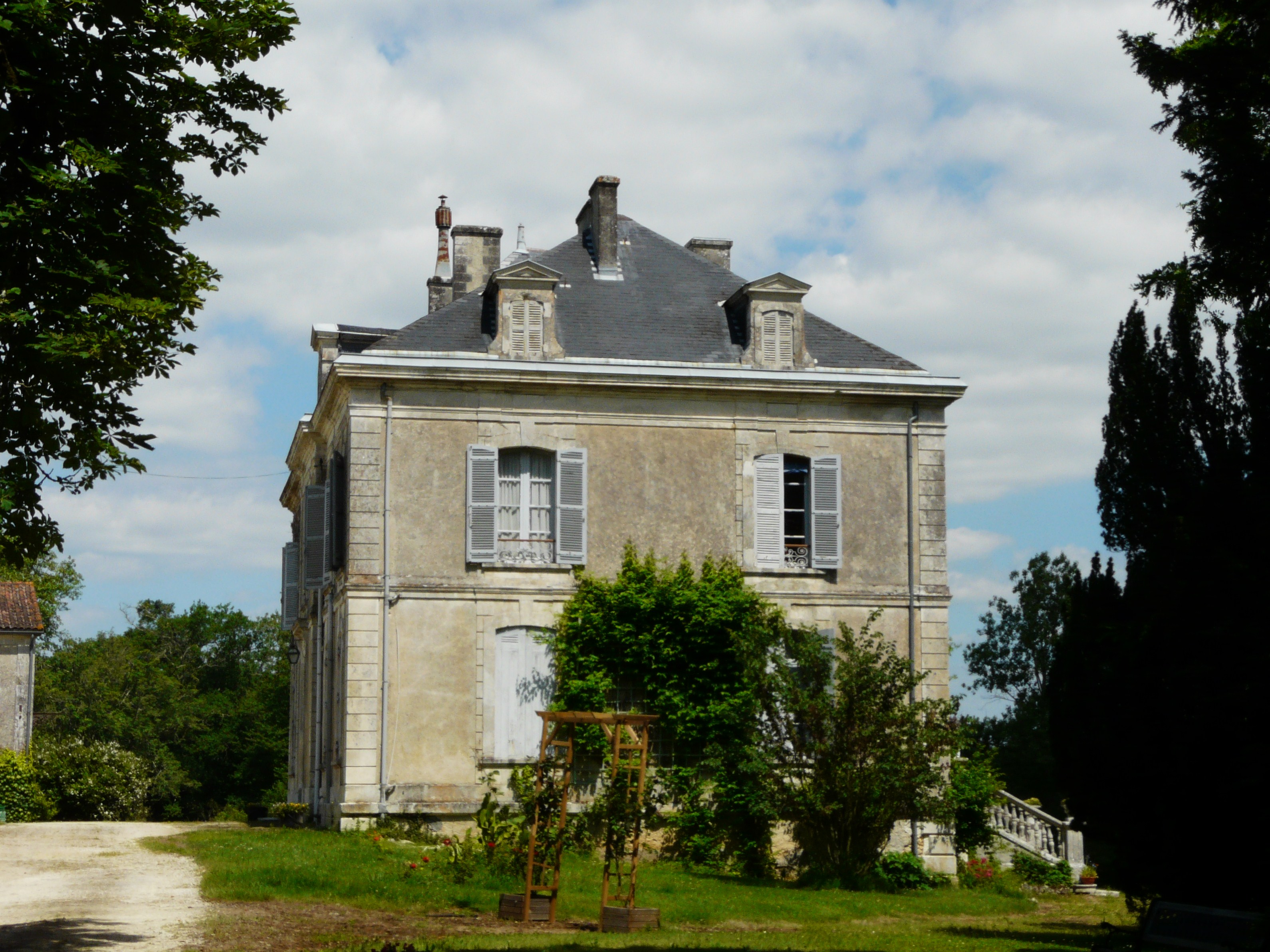
Le côté ouest du manoir.
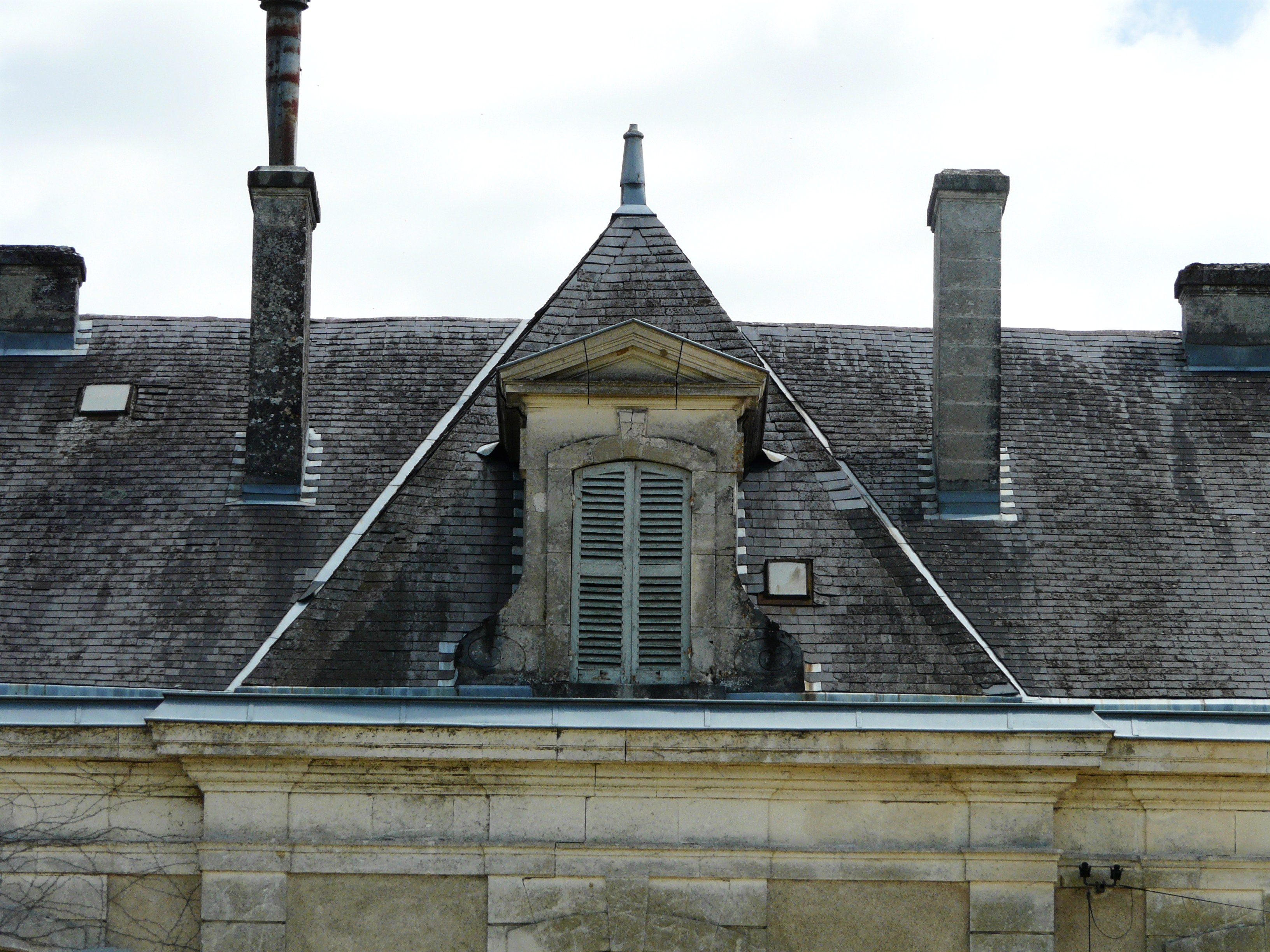
La lucarne centrale de la façade nord.
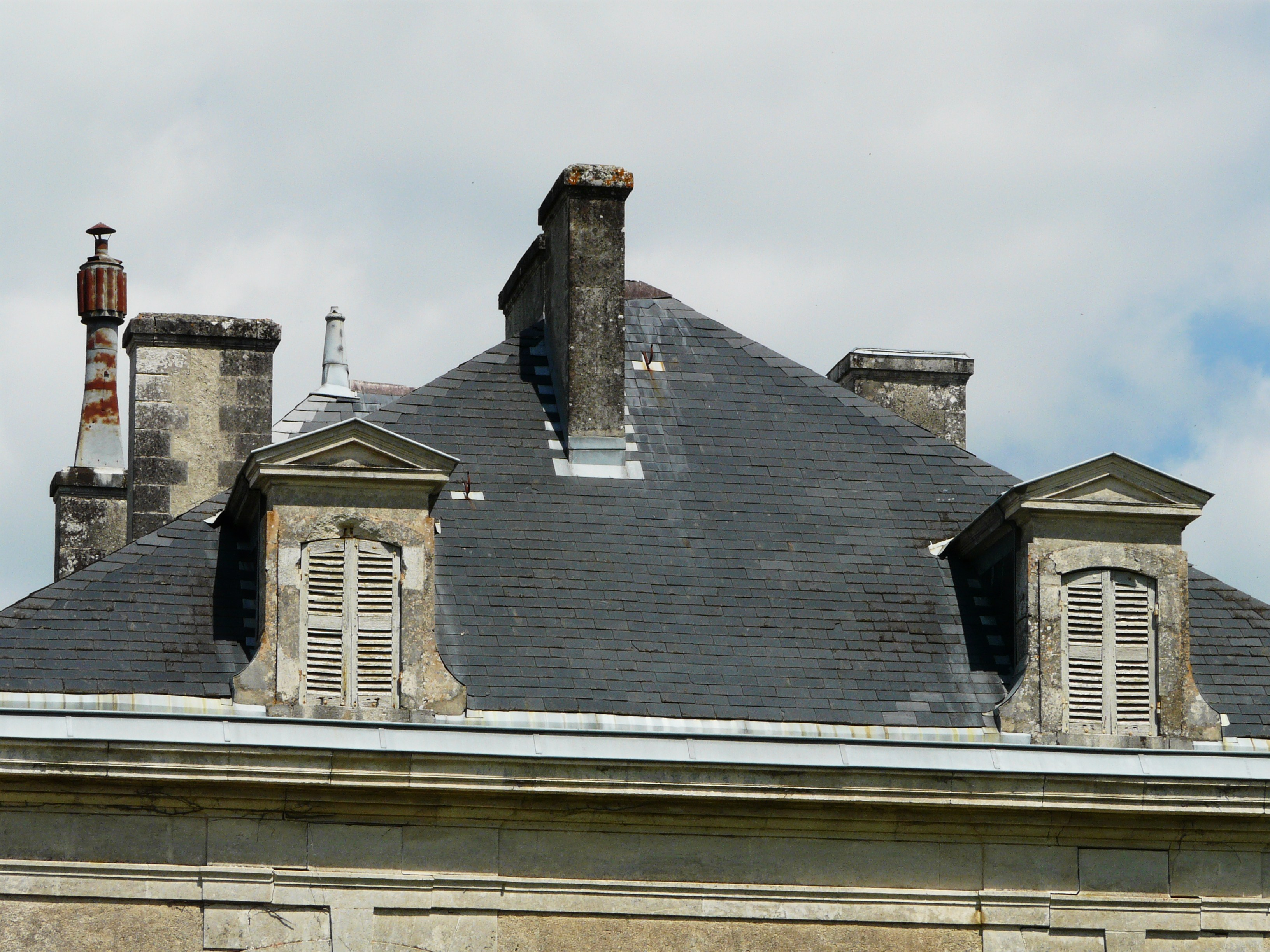
Côté ouest, le toit du manoir.